# Termas de Trajano
Termas de Trajano (em latim: Thermae Traiani ou Thermae Traianae) é um antigo complexo de termas da Roma Antiga cuja construção começou pouco depois do incêndio que consumiu a Casa Dourada em 104. A obra foi uma realizada por ordem do imperador Trajano e inaugurada em 22 de junho de 109. Precedidas cronologicamente pelas Termas de Agripa, pelas Termas de Nero e pelas Termas de Tito, foram as primeiras grandes termas imperiais de Roma, as maiores do mundo na época.

## História
A partir dos relatos de Pausânias e Dião Cássio sabemos que as termas foram projetadas para o imperador Trajano (r. 98-117) pelo arquiteto Apolodoro de Damasco, responsável também pelo Fórum de Trajano e pelo Mercado de Trajano na mesma época. Algumas fontes do final do período antigo e da Alta Idade Média, por outro lado, atribuem boa parte da obra ao imperador Domiciano (r. 81-96). Contudo, a datação no período trajânico foi confirmada por inúmeras estampas em tijolos encontrados por toda a região.
Segundo estas mesmas fontes literárias, as termas ainda estavam em uso nos séculos IV e V, quando o prefeito urbano Félix Campaniano colocou uma estátua sua no local. Tradicionalmente se considera que o complexo foi abandonado depois que os aquedutos romanos foram interrompidos em 537 por Vitige, o rei dos godos, durante o cerco à cidade de Roma. Todavia, escavações mais recentes permitiram antecipar esta data para o século V, data de uma necrópole descoberta no interior do complexo, no espaço em frente à êxedra nordeste. As tumbas recuperadas no local, por sua vez, foram abandonadas no século VII.
Durante o período medieval, o monte Ópio ficou fora da região mais densamente povoada da cidade e foi ocupado por vinhedos e jardins, o que ajudou a preservar o complexo. Em 1871, no contexto da remodelagem urbanística em progresso para transformar Roma na capital do recém criado Reino da Itália, a área foi destinada a criação de jardins públicos e grande parte do alto do monte Ópio foi adquirida pela família Brancaccio. Entre 1935 e 1936, A. Munoz, diretor do Escritório de Antiguidades e Belas Artes do Governorato de Roma, depois de expropriar a propriedade dos Brancaccio, interveio na região para criar um parque arqueológico, realizado modificando as encostas do monte, em particular com a construção da Viale del Monte Oppio. O novo acesso viário foi concebido como uma via panorâmica, tendo como cenário o Coliseu, ligando o vale onde ele fica à Via Merulana. Contudo, a via atravessa o complexo das Termas de Trajano, atrapalhando consideravelmente a compreensão unitária das ruínas.

## Descrição do complexo

### Visão geral
A planta das Termas de Trajano pôde ser reconstruída integralmente graças aos fragmentos do "Plano de Mármore" (Forma Urbis), aos desenhos executados nos séculos XVI e XVII e às diversas ruínas ainda hoje visíveis no monte Ópio.
O complexo foi construído numa área urbana de cerca de 60 000 metros quadrados, seguramente ocupada por construções mais antigas, incluindo o pavilhão esquilino da Casa Dourada, as Termas de Tito e outras estruturas recuperadas no canto sudoeste das termas. Todos estes caracterizados por uma orientação norte-sul quase perfeita. A presença da Casa Dourada indica que a área já era, pelo menos em grande parte, propriedade imperial, o que certamente facilitou a construção de um complexo desta magnitude num local tão prestigioso de Roma. Depois de um grande incêndio, datado em 104, que consumiu boa parte da Casa, Apolodoro demoliu tudo o que restou dos pisos superiores do palácio de Nero e aproveitou o que estava no plano térreo como base para suas futuras termas. Além disto, ele ordenou a demolição e o enterramento de vários edifícios adjacentes para conseguir o espaço que precisava, o que permitiu a sobrevivência em boas condições de boa parte da Casa Dourada e do quarteirão pré-trajânico. 

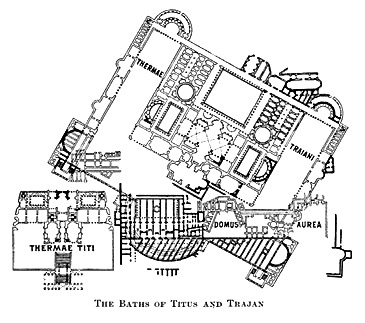
Diagrama no eixo real (norte acima) das termas, da Casa Dourada (embaixo à direita) e das Termas de Tito (embaixo à esquerda).

As termas estavam dispostas num eixo nordeste-sudoeste, num ângulo de 36° em relação ao eixo norte-sul dos edifícios anteriores — visível, por exemplo, na Cisterna das Sete Salas — que permite o máximo aproveitamento da luz e do calor do sol, em particular entre o meio-dia e pôr-do-sol no caldário. Esta disposição depois foi copiada em todas as termas imperiais posteriores, como as Termas de Caracala e as Termas de Diocleciano, inaugurando o chamado "grande tipo imperial".
O complexo termal propriamente dito era composto por duas partes principais, o recinto do complexo e os edifícios centrais do complexo termal.

### Recinto
O recinto, com 330 x 315 metros, provavelmente uma invenção de Apolodoro de Damasco, delimitava uma enorme plataforma sobre a qual foi construído o complexo: retangular, com pórticos em três lados, ambientes destinados a atividades culturais e sociais e uma ampla área verde ao ar-livre, incluindo uma grande palestra (palaestra). O recinto terminava em uma imponente êxedra no centro do lado sudoeste, bem em cima das ruínas da Casa Dourada, cujo interior dispunha de uma cávea no estilo de um teatro, possivelmente para acomodar os espectadores de competições atléticas realizadas na palestra.
O ingresso monumental ao complexo ficava no centro do lado nordeste, oposto à êxedra, e se abria numa espécie de propileu. Outros acessos menores ficavam nas laterais, em escadarias que venciam a diferença de altura entre a plataforma do complexo e o nível da rua do bairro vizinho. Entre os restos descobertos no recinto, visíveis no Parco del Colle Oppio, está uma sala com duas absides no lado setentrional do complexo, orientada no mesmo eixo da Casa Dourada (norte-sul). Outras êxedras, muito menores, se abriam no perímetro da plataforma, duas das quais nos ângulos da face norte. Cada uma delas era constituída por duas estruturas semicirculares e concêntricas; sua função é desconhecida. A êxedra nordeste é a melhor conservada e ela foi, tradicionalmente, identificada como sendo um ninfeu com fontes de água: a estrutura apresenta ao longo da parede onze nichos, alternadamente retangulares e semicirculares, e é coberta por uma semicúpula decorada com caixotões octogonais e triangulares.
A presença de um forte desnível na morfologia do monte Ópio tornou necessária a construção de terraços nos outros três lados do recinto e a esta subestrutura pertencem as várias celas ou "grutas", hoje visíveis no lado sudoeste do complexo. Outras duas êxedras se abriam nos ângulos meridionais, constituídas por uma estrutura semicircular no interior de outra retangular. A êxedra sudoeste é a melhor conservada das duas é tradicionalmente identificada como tendo sido uma grande biblioteca: o semicírculo é caracterizado pela presença de duas ordens de grandes nichos retangulares cuja função provavelmente era abrigar livros, rolos e documentos. Entre as duas fileiras de nichos são visíveis os profundos encaixes que sustentavam uma passarela de madeira. Nos ambientes de formato triangular, escavados no espaço entre a estrutura retangular e o semicírculo da êxedra, havia escadas, provavelmente reservadas para uso exclusivo do pessoal de serviço das termas e pelo meio das quais se chegava à passarela correspondente à segunda ordem dos nichos e aos pisos superiores das construções localizadas ao lado do edifício. A êxedra era coberta por uma semicúpula, hoje conservada até 48 metros de altura, decorada por caixotões trapezoidais. Nos desenhos de Giovanni Battista Piranesi percebe-se que estes se alternavam com outros muito maiores, de formato hexagonal. Da êxedra sudeste, no outro ângulo sul do recinto, pouco restou, mas ela ainda era parcialmente visível na época de Piranesi.
Da análise do recinto exterior do complexo se deduz que este, visto de fora, não era um conjunto arquitetônico orgânico e sim uma obra cujo perfil externo foi determinado sobretudo pela necessidade de inserir um grande complexo termal em um quarteirão preexistente. Por outro lado, o interesse se concentrou principalmente no interior do complexo termal propriamente dito.

### Edifício central
O edifício central do complexo, com cerca de 190 x 212 metros, se apresentava como um bloco retangular fechado, de cujo perímetro se destacava apenas o caldário, e ficava no centro do recinto, encostado no lado setentrional, de onde se abria para a entrada monumental. Depois dela, as salas termais ficavam dispostas em sequência ao longo de eixo central: o natatio, o frigidário, o tepidário e o caldário. Ao redor deste eixo ficavam distribuídos simetricamente todos os outros ambientes, como os vestiários e as palestras.
Infelizmente, quase nada restou desta estrutura e apenas algumas ruínas ainda são visíveis, incluindo a êxedra de um dos ambientes identificados como sendo uma palestra, uma abside de uma sala do lado sul e parte da parede do frigidário, reutilizada uma cabana de caça dos Brancaccio e que serve hoje de sede do Centro Anziani. Estas três estruturas, muito próximas umas das outras, podem ser visitadas no centro do Parco del Colle Oppio. A êxedra da palestra conserva parte da semicúpula em caixotões quadrangulares e na parede são visíveis nichos alternadamente semicirculares e retangulares.

## Obras de arte
No contexto das termas como um todo, foram recuperados vários mosaicos e afrescos provenientes principalmente dos edifícios soterrados para sua construção: o afresco da "Cidade Pintada" (em latim: Città Dipinta), o "Mosaico da Vindima" e o prestigioso e raro mosaico mural de "Apolo e as Musas", com cerca de 16 metros de comprimento e recuperado em escavações mais recentes.
Por outro lado, estudos mais recentes praticamente excluem as Termas de Trajano como local de proveniência do famoso "Grupo de Laocoonte", dos Museus Vaticanos e indicam que ele provavelmente é oriundo dos Jardins de Mecenas, vizinho das termas.